# Donja Ričica
Donja Ričica je naseljeno mjesto u općini Uskoplje, Federacija Bosne i Hercegovine, BiH.
Kroz selo protječe potok Mlava koji se ulijeva u Vrbas.

## Povijest
Donja Ričica je tijekom srednjeg vijeka bila gusto napučena i iz tog perioda postoji 66 stećaka. U selu se nalaze i ruševine kule begova Bušatlića.

## Stanovništvo

### 1991.
Nacionalni sastav stanovništva 1991. godine, bio je sljedeći:
ukupno: 487
- Hrvati - 482
- Srbi - 2
- ostali, neopredijeljeni i nepoznato - 3

### 2013.
Nacionalni sastav stanovništva 2013. godine, bio je sljedeći:
ukupno: 337
- Hrvati - 333
- Srbi - 2
- ostali, neopredijeljeni i nepoznato - 2

## Poznate osobe
- Nevenka Budimir, pjesnikinja

## Vanjske poveznice
- Katoličko groblje Donja Ričica - slike[neaktivna poveznica]